# Jawahir Roble
Jawahir Roble (Somàlia, 1995) és una àrbitra de futbol britànica d'origen somali. També és coneguda com a Jawahir Jewels o JJ. El The Daily Telegraph l'ha anomenada “l'àrbitra més notable d'Anglaterra”. Ella mateixa ha dit: «Qui pensaria que una nena immigrant de Somàlia negra amb vuit germans pogués arbitrar un joc masculí a Anglaterra portant hijab?».
Va néixer a Somàlia i va créixer al nord-oest de Londres amb els seus pares i vuit germans. «Sempre jugàvem a futbol al jardí, a la casa, fora, a tot arreu», ha explicat. És musulmana i treballa com a àrbitra amb hijab.
El 2013, va obtenir una subvenció de 300 lliures esterlines i va aconseguir fer participar Ciara Allan, la seva oficial de desenvolupament de futbol femení del comtat (Middlesex). Al setembre de 2013, Allen va llançar la Lliga Femenina Middlesex FA amb una nova divisió Desi per a noies. A canvi dels jocs arbitrals de cada setmana, Middlesex FA va finançar la formació formal d'àrbitres de Roble. El 2014, amb 19 anys, va explicar per què va prendre seriosament el fet d'animar les noies musulmanes a jugar a futbol. Va escriure: «Tinc el somni que algun dia les meves companyes germanes musulmanes practicaran esport amb alegria. El meu objectiu és involucrar joves musulmanes en esports des dels vuit anys fins als quinze anys. El meu objectiu general és promoure el futbol com a eina per atraure les noies joves i després organitzar tallers que ajudin a desenvolupar habilitats de formació d'equips, augmentin la confiança i també promoguin un estil de vida saludable.»
El 2017 va ser una de les onze guardonades als Respect Awards i va recollir el premi Oficial Match. Va rebre el guardó en reconeixement de la seva tasca de voluntariat per a l'organització benèfica d'educació Football Beyond Borders (FFB) i amb la Middlesex FA, entrenant el primer equip femení de la FFB, així com per haver aconseguit una qualificació d'arbitratge de nivell sisè. És una jove amb lideratge a la FA. Ella ha dit: "Per descomptat, els sorprèn veure una noia musulmana arbitrar! També sóc una mica baixa, així que són com "està bé, què fa aquest nen aquí".